# پورت هنری (نیویورک)
پورت هنری (به انگلیسی: Port Henry) یک منطقهٔ مسکونی در ایالات متحده آمریکا است که در شهرستان اسکس، نیویورک واقع شده‌است. پورت هنری ۳٫۸ کیلومتر مربع مساحت و ۱٬۱۹۴ نفر جمعیت دارد و ۷۴ متر بالاتر از سطح دریا واقع شده‌است.